# Геракліт Родіаполіський
Геракліт Родіаполіський (дав.-гр. Ἡρακλείδης, I ст. н. е. ) — давньогрецький лікар часів ранньої Римської імперії.

## Життєпис
Народився у м. Родіаполь (Лікія). Про батьків немає відомостей. Навчався у Смірнській медичній школі. Придбав собі значний статок, працюючи приватним лікарем в Олександрії Єгипетській Афінах, на о. Родосі. Ймовірно був досвідченим та поважним лікарем, свідченням цьому є почесний напис, де вихваляється як перший лікар усіх часів.
Після повернення до Родіаполя звів на власний кошт храм Ескулапу і Гігіеї, в якому були поставлені статуї цих божеств. Крім того, подарував місту 60 тисяч сестерціїв для роздачі і на облаштування змагань у свято Ескулапа. Після цього став безкоштовно лікувати мешканців рідного міста.

## Творчість
Геракліт був автором медичних та філософських творів в прозі і у віршах. Ними заслужив прізвисько «Гомера медицини». Всі свої твори він подарував своєму рідному місту, а крім того, Олександрії, Родосу і Афінам. У Родіаполі йому, крім інших знаків пошани, спорудили ще «статую за наукову освіту». Нічого з його творчості на тепер не збереглося.